# Mark Williams (football)
Pour les articles homonymes, voir Mark Williams et Williams.
Mark Williams, né le 11 août 1966 au Cap, est un footballeur sud-africain.

## Biographie

### Carrière
Jouant au poste d'attaquant, il a inscrit 9 buts pour l'équipe d'Afrique du Sud lors de ses 23 sélections entre 1992 et 1997. Parmi ces buts, les plus importants furent sans conteste les deux buts inscrits lors de la finale de la CAN 1996 contre la Tunisie.
Williams a commencé sa carrière en Europe au RWD Molenbeek en Belgique, et a ensuite évolué dans de nombreux clubs, dont Wolverhampton Wanderers en Angleterre, Chongqing Lifan et Qingdao Zhongneng en Chine.

## Note
1. ↑  Le 9 juillet 1992, il participe au premier match international des Sud-Africains depuis la fin de l'apartheid contre le Cameroun